# ULTRAMAN
《ULTRAMAN-超人再現-》是清水榮一原作，下口智裕繪畫的日本漫畫作品，是圓谷製作1966年的超人力霸王系列始祖的續篇漫畫，小學館出版，2011年12月開始在《月刊Hero's》創刊號連載。
漫画于2017年被制作为有声漫画公开，并于2019年動畫化，共十三話；第二季於2022年4月播出。

## 概述
本作設定在圓谷製作於1966年所出品的特攝電視劇《超人力霸王》（初代）最終話之後的幾十年（動畫版中為十幾年後），但並未向超人力霸王系列的世界觀展開，而是獨自衍生一個不同於圓谷製作的獨立平行宇宙。
本作特色之一，為出現的超人力霸王並非巨大的外星英雄，而是身穿強化套裝、真人大小的機動裝甲戰士。因為怪獸已經幾十年未曾出現，所以主角們的主要對手為外星人。
根據書末的附贈頁，作者原本計劃是完全不同的超人力霸王作品，與《超人力霸王》沒有聯繫，但被編輯部要求改成現在的形式。
在動畫版的解說這是初代直接續集，並沒有其他超人力霸王來到地球，對其它系列只有致敬跟彩蛋，該系列的多重宇宙概念，開啟了無限可能。

## 故事簡介
講述超人力霸王離去之後的故事。英雄不在的時代，出現了繼承傳說的英雄基因之人。早田進次郎。作為初代超人早田進的兒子，擁有與超人基因帶來的特殊力量。他所面對的敵人究竟是宇宙人，還是他自己，亦或是他身體力量的來源？為了成為英雄而誕生的少年，能否成為真正的英雄？

## 登場角色
声演记载中，有声漫画与动画声优不同者，顺序为有声漫画/动画顺序

### 科學特搜隊
早田進次郎（聲：木村良平、潘惠美 (幼少期) /木村良平、吉岡茉祐（幼少期）/香港配音：杜景煜）
本作的主角。身高176公分，體重63公斤，17歲。
早田進的兒子，由於天生繼承了超人力霸王的因子，因此雖是一般的高中生，但身體能力則遠非常人，並則努力控制自己過強的力量，一邊想著如何調整一邊努力活下去。
在目睹父親被貝姆拉打敗後，決定穿上超人力霸王的強化裝甲，加入科學特搜隊。幾次事件之後，開始發展出超乎早田預期的漂浮能力等力量。
曾經迷茫過自已為何是超人力霸王，並在第125話中找到了答案，被新裝甲認可而進化成了更接近光的存在。
早田進（聲：菅生隆之／田中秀幸/香港配音：黃志成）
身高175公分，體重70公斤。68歲（動畫版為56歲）。
進次郎的父親。在第一話時候曾擔任國防部長，但後來退休了。當他還是科學特搜隊的成員時，他曾與超人力霸王同化來保護地球，但當超人力霸王離開地球後，失去與超人力霸王相關的記憶。然而在察覺到自己繼承了超人力霸王的基因，因而擁有超人的身體能力。因此曾穿著原型裝甲保護進次郎，但在與貝姆拉的戰鬥中身受重傷，離開戰場。恢復後，他則作為井手和進次郎的協助角色，在進次郎就自己作為超人力霸王的身份產生懷疑之際對其進行開導。
在王牌殺手的戰鬥中，他曾穿著改進的原型套裝作為援軍回歸戰場，在暗星戰鬥之後，他則是以穿著佐菲套裝再一次站在前線，作為團隊精神領袖般的存在。
井手光弘（聲：江原正士／魚建）
身高176公分，體重86公斤。68歲。
表面上是“光之巨人紀念館”的館長。實際上則為科學技術研究所的所長，曾與早田進隸屬於科學特搜隊。
在第一話中從神秘敵人的襲擊中解救了進次郎，並揭露了其隱藏在進次郎身上的過去和秘密，並將自己開發的強化裝甲委託給了他。他擁有技術天才，仍在致力於改進套裝和開發翻譯設備。
在第125話中將開發的新裝甲給了進次郎。
傑顿星人 艾德（聲：牛山茂）
屬於地球方、外星人側的代表。同時也是科學特別搜查隊的指揮官與星團評議會的最高議長，與井手合作對抗地球上的危機。
在第100話透露了星團評議會的目的「殺死地球人對超人力霸王的信仰」，以及星團評議會在數年前把光之一族和M78星雲給封印了的事件。
有一位哥哥叫達姆德，是傑頓核心的領導者。
諸星彈（聲：關智一／香港配音：陳健豪／江口拓也）
隸屬於科學特搜隊的執行隊隊長，實則為外表與地球人極其相似的外星人。後來，他成為了超人力霸王套裝Ver.7的著裝者，它被星團理事會稱為“340”，隨身戴著具有顯示功能的眼鏡和短髮，作為外交官的兒子，他的父母在他的童年駐紮的行星上被恐怖分子謀殺，並與他的雙胞胎兄弟零分居。
性格始終沉著冷靜，有足夠的勇氣毫不猶豫地處置要殺死的外星人。在對飽受折磨的進次郎採取冷漠態度的同時，他也有一定程度的信任，比如在嚴厲的同時給予進次郎建議，並把他當作前輩對待。
富士明子（聲：櫻井浩子）
曾與早田、井手一起隸屬於科學特搜隊的女性。目前作為諸星的上司，參與套裝的開發。
嵐大助
曾與早田、井手一起隸屬於科學特搜隊的發明家，10年前因為不能認可將進次郎推上戰鬥的宿命而理念不合，在發明無重力彈後離開科特隊。
在進次郎心情陷入低潮時受到早田的清求去開導進次郎。
與星團評議會的巴爾吉住在一起。

### 科學特搜隊的協助者
傑克（聲：藤原啓治／竹内良太）
隸屬於某個國家的組織，諸星彈所中意的情報販子。是“外星人之街”的格鬥冠軍，僅憑血肉之軀就有著和外星人戰鬥的力量。
雷德（聲：齋籐志郎）
傑克的搭檔，平時偽裝成小孩的模樣。
北斗星司（香港配音：鄧潔麗／聲：潘惠美）
與進次郎在同一所高中的高中一年級學生，有一位姐姐南夕子。
少年時期與家人和夕子同乘一架航班時，由於該班機上乘坐著星團評議會派往地球的先遣調查團而遭到同樣受星團評議會僱傭的王牌殺手襲擊，雖然當時趕到現場的百慕拉全力救援，飛機仍然墜毀，北斗的家人全部遇難之餘本人被南夕子所救，從此一同被寄養在【外星人之街】的技工·亞波人處。
為了追查墜機事件的幕後黑手、讓南夕子不再受到傷害而要求養父的亞波人幫助自己開發奧特裝甲開始行動。
亞波（聲：野島昭生）
北斗的養父，發明Ace裝甲給北斗的人。
東光太郎（聲：前野智昭）
在動畫版中，他是一名記者，為了他的愛人泉回到日本。
覺醒火焰的力量並成為第6名超人力霸王。
雷歐、阿斯特拉
原評議會的殺手兄弟，知道被騙後投靠科特隊，拜諸星為大哥。
兩兄弟來到極地的怪獸墳場拜訪岩本博士，並在之後趕回日本助援。
岩本博士
駐守極地研究所的女性，在雷歐兄弟來到怪獸墳場接待他們，並說出「要研製出比爺爺還厲害的東西」。

### 地球人
佐山玲奈（聲：内田真礼／諸星堇／香港配音：石梓晴）
身高155公分，體重45公斤。19歲（動畫版為18歲），本名「遠藤玲奈」（遠藤レナ）
人氣偶像，同時也是超人力霸王的擁躉。在首次登場時捲入了進次郎與希爾達星人的街巷戰鬥之中。但進次郎對希爾達星人質問他為何人而猶豫時，玲奈大聲代他回答“超人力霸王”，並鼓舞超人力霸王去保護大家。此後也多次與偶然在光之巨人紀念館相遇的進次郎交情，後則以自己的演唱會引起的外星人事件為契機停止了偶像活動，前往美國留學。
在漫畫第102話證實是外星人夫婦的女兒，過去由於失去父母被遠藤撫養。後從遠藤從百慕拉手中得到手錶，擁有屬於自己的機甲套裝「瑪麗」。
動畫版中，由於17年前捲入超人力霸王與外星人的戰鬥失去了母親，與原著相反，他對超人力霸王並沒有好感，但隨後在目睹超人力霸王的戰鬥，成為他的忠實粉絲。
遠藤庸介（聲：山路和弘／花輪英司）
警視廳刑警，玲奈的父親。負責被認為跟外星人有關的奇怪連續殺人事件。富有正義感，自尊心頗高的男人。
一旦遇上與女兒有關的案件時也會無視上層命令繼續搜查、心系家人的一面。
倉田（聲：入江玲於奈／關戶博一）
遠藤的部下。與遠藤一起負責被認為是跟外星人有關的神秘連續殺人事件。
戴夫·盧米斯
牧史郎
北川
泉（聲：坂本真綾）
動畫版原創角色，东光太郎的恋人。一直在日本等待着在美国作为记者活动的光太郎。把光太郎拍摄的“人类消失事件”证据的单反相机托付给了科特队后，其命运发生了很大的变化。

### 星團評議會
光之巨人超人力霸王離開地球後，地球以外的擁有文明的星球通過締結和平協定而結成，給宇宙帶來和平的同盟組織。但實際上是幕後黑手「傑頓核心」為了抹殺眾民族對於超人力霸王的信仰，而對外的掩飾。他們會自行評斷該星球的民族是否有秩序的意志，當被評斷為不明秩序為何物的落後種族時就會出來實行肅清。而光之一族無視星團評議會，基於自己的倫理正義進行自衛，被評議會視為混亂元凶，因此才想抹殺眾民族對於超人力霸王的信仰。
阿达德（聲：井上和彦/津田健次郎）
突然闯入佐山玲奈的演唱会的外星人。带有黑色条纹的白色躯体是他的外表特征。以戏剧化的态度和彬彬有礼的语调说话，让人捉摸不透的人物，却以干净利落的手法收割下许多牺牲者。其真实身份是星团评议会直属移民管理局的特工。
真正的目的是公开外星人的存在，揭露连续杀人犯的真凶。作为评议会的“狗”而暗中活动，时而合作、时而敌对的神秘角色。
梅菲斯托
星團理事會日本分會會長，阿达德的直屬上司。
衛司杀手（聲：平田廣明）
接受星团评议会雇佣，被委托去杀死北斗星司的职业佣兵。自称是“超一流杀手”，统帅着奈培斯特星人等组成的佣兵部队。
奈培斯特星人（聲：新垣樽助）
阿法索星人
帝國星人
傑頓核心的行動部隊成員，封印M78星雲的主策劃者。
於108話初登場就把百慕拉的頭給捏爆。
烏巴拉茲
星團理事會主席。

### 暗黑之星
佩丹特星人（聲：諏訪部順一）
外星人恐怖組織“暗黑之星”的頭領。引起人類消失事件，要求得到地球一半的土地或著消滅人類一半的人口，使得全世界陷入恐懼之中。

### 其他外星人
貝姆拉（聲：磯部勉 / 曽世海司）
自稱“最初的敵人”貝姆拉，多次與試圖成為超人力霸王的進次郎交手，但超人力霸王因子覺醒後，他也將一起戰鬥，因為不再需要消滅它。它的真實身份是曾經與早田進同化並保護地球免受外星人和怪物侵害的超人力霸王本人。但他現在出現的原因以及返回地球的真正意圖尚不清楚。
於光之國被封印前一刻化身能量體脫離了自身的肉體，與飄流在宇宙中的屍體合體才變成現在的姿態。
動畫版為避免英雄身分跟初代同名怪獸混淆，於是修改原作特徵更人形化，Netflix中文字幕也將該怪獸譯為「百慕拉」以做區別。

## 用語解說
組織
技術

## 出版書籍
| 卷數 | 小學館         | 小學館                 | 文化傳信       | 文化傳信               | 東立出版社     | 東立出版社             | 长春出版社 | 长春出版社             | 长春出版社 | 长春出版社             |
| 卷數 | 發售日期       | ISBN                   | 發售日期       | ISBN                   | 發售日期       | ISBN                   | 普通版     | 普通版                 | 限定版     | 限定版                 |
| 卷數 | 發售日期       | ISBN                   | 發售日期       | ISBN                   | 發售日期       | ISBN                   | 發售日期   | ISBN                   | 發售日期   | ISBN                   |
| ---- | -------------- | ---------------------- | -------------- | ---------------------- | -------------- | ---------------------- | ---------- | ---------------------- | ---------- | ---------------------- |
| 1    | 2012年9月8日   | ISBN 978-4-86468-301-2 | 2017年2月7日   | ISBN 978-988-8319-69-5 | 2017年2月3日   | ISBN 978-986-482-611-7 | 2023年6月  | ISBN 978-7-5445-6732-9 | 2023年6月  | ISBN 978-7-5445-6736-7 |
| 2    | 2013年3月5日   | ISBN 978-4-86468-321-0 | 2017年3月25日  | ISBN 978-988-8319-70-1 | 2017年10月20日 | ISBN 978-986-482-612-4 | 2023年6月  | ISBN 978-7-5445-6732-9 | 2023年6月  | ISBN 978-7-5445-6736-7 |
| 3    | 2013年9月5日   | ISBN 978-4-86468-341-8 | 2017年4月27日  | ISBN 978-988-8319-71-8 | 2017年12月6日  | ISBN 978-986-482-613-1 | 2023年6月  | ISBN 978-7-5445-6732-9 | 2023年6月  | ISBN 978-7-5445-6736-7 |
| 4    | 2014年3月5日   | ISBN 978-4-86468-358-6 | 2017年5月18日  | ISBN 978-988-8319-72-5 | 2018年3月30日  | ISBN 978-986-482-614-8 | 2023年6月  | ISBN 978-7-5445-6732-9 | 2023年6月  | ISBN 978-7-5445-6736-7 |
| 5    | 2014年11月5日  | ISBN 978-4-86468-378-4 | 2017年5月27日  | ISBN 978-988-8319-73-2 | 2018年6月21日  | ISBN 978-986-482-615-5 | 2023年6月  | ISBN 978-7-5445-6733-6 | 2023年6月  | ISBN 978-7-5445-6736-7 |
| 6    | 2015年7月4日   | ISBN 978-4-86468-420-0 | 2017年7月21日  | ISBN 978-988-8319-79-4 | 2018年7月20日  | ISBN 978-986-482-616-2 | 2023年6月  | ISBN 978-7-5445-6733-6 | 2023年6月  | ISBN 978-7-5445-6736-7 |
| 7    | 2015年12月29日 | ISBN 978-4-86468-422-4 | 2017年7月28日  | ISBN 978-988-8319-80-0 | 2018年12月20日 | ISBN 978-986-482-617-9 | 2023年6月  | ISBN 978-7-5445-6733-6 | 2023年6月  | ISBN 978-7-5445-6736-7 |
| 8    | 2016年7月5日   | ISBN 978-4-86468-465-1 | 2017年12月20日 | ISBN 978-988-8319-81-7 | 2019年5月27日  | ISBN 978-986-482-618-6 | 2023年6月  | ISBN 978-7-5445-6733-6 | 2023年6月  | ISBN 978-7-5445-6736-7 |
| 9    | 2016年12月29日 | ISBN 978-4-86468-486-6 | 2017年12月20日 | ISBN 978-988-8319-82-4 | 2019年9月30日  | ISBN 978-986-482-619-3 | 2023年6月  | ISBN 978-7-5445-6734-3 | 2023年6月  | ISBN 978-7-5445-6736-7 |
| 10   | 2017年7月5日   | ISBN 978-4-86468-507-8 | 2018年1月30日  | ISBN 978-988-8319-91-6 | 2020年3月19日  | ISBN 978-986-486-668-7 | 2023年6月  | ISBN 978-7-5445-6734-3 | 2023年6月  | ISBN 978-7-5445-6736-7 |
| 11   | 2017年12月5日  | ISBN 978-4-86468-529-0 | 2018年4月18日  | ISBN 978-988-8319-98-5 | 2020年7月20日  | ISBN 978-957-26-0658-2 | 2023年6月  | ISBN 978-7-5445-6734-3 | 2023年6月  | ISBN 978-7-5445-6736-7 |
| 12   | 2018年7月5日   | ISBN 978-4-86468-537-5 | 2019年2月22日  | ISBN 978-988-8510-50-4 | 2020年11月5日  | ISBN 978-957-26-1687-1 | 2023年6月  | ISBN 978-7-5445-6734-3 | 2023年6月  | ISBN 978-7-5445-6736-7 |
| 13   | 2019年3月5日   | ISBN 978-4-86468-624-2 | 2019年7月26日  | ISBN 978-988-8511-06-8 | 2021年3月15日  | ISBN 978-957-26-3195-9 | 2023年6月  | ISBN 978-7-5445-6735-0 | 2023年6月  | ISBN 978-7-5445-6736-7 |
| 14   | 2019年11月5日  | ISBN 978-4-86468-677-8 | 2020年5月15日  | ISBN 978-988-8511-46-4 | 2021年5月13日  | ISBN 978-957-26-4537-6 | 2023年6月  | ISBN 978-7-5445-6735-0 | 2023年6月  | ISBN 978-7-5445-6736-7 |
| 15   | 2020年4月30日  | ISBN 978-4-86468-716-4 | 2020年9月18日  | ISBN 978-988-8511-62-4 | 2022年9月30日  | ISBN 978-957-26-5157-5 | 2023年6月  | ISBN 978-7-5445-6735-0 | 2023年6月  | ISBN 978-7-5445-6736-7 |
| 16   | 2020年12月4日  | ISBN 978-4-86468-767-6 | 2021年5月29日  | ISBN 978-988-8511-92-1 | 2022年10月27日 | ISBN 978-957-26-6280-9 | 2023年6月  | ISBN 978-7-5445-6735-0 | 2023年6月  | ISBN 978-7-5445-6736-7 |
| 17   | 2021年6月5日   | ISBN 978-4-86468-809-3 | 2021年11月26日 | ISBN 978-988-8721-39-9 | 2024年6月28日  | ISBN 978-957-26-7281-5 |            |                        |            |                        |
| 18   | 2022年4月5日   | ISBN 978-4-86468-879-6 | 2022年10月28日 | ISBN 978-988-8721-96-2 |                |                        |            |                        |            |                        |
| 19   | 2023年2月3日   | ISBN 978-4-86468-154-4 | 2023年10月27日 | ISBN 978-988-8722-68-6 |                |                        |            |                        |            |                        |
| 20   | 2024年2月5日   | ISBN 978-4-86468-237-4 | 2024年8月23日  | ISBN 978-988-8722-61-7 |                |                        |            |                        |            |                        |

- 特裝版

| 卷數 | 小學館         | 小學館                 |
| 卷數 | 發售日期       | ISBN                   |
| ---- | -------------- | ---------------------- |
| 5    | 2014年11月5日  | ISBN 978-4-86468-377-7 |
| 7    | 2015年12月29日 | ISBN 978-4-86468-423-1 |
| 8    | 2016年7月5日   | ISBN 978-4-86468-466-8 |
| 12   | 2018年7月5日   | ISBN 978-4-86468-538-2 |

## 網路动画
于2017年12月1日宣布了3DCG动画的制作决定，并在2019年4月1日由Netflix独占在世界范围内进行串流。第2季則在2019年安錫國際動畫影展上宣布並於2022年4月14日發行該季將將會以原創路線展開的故事，最終季於2023年5月12日播映。

### 制作
- 原作 - 圓谷製作、清水榮一、下口智裕
- 監督 - 神山健治、荒牧伸志
- 系列監督 - 内山寛基 (第二季)
- 監修 - 塚越隆行
- 企画協力 -  渋谷浩康、小林範善 (第一季)
- 各話演出 - 八木下浩史 (第一季)、佐藤誠 (第一季)
- 角色設計 - 山田正樹
- 造形監修 - 澗淵隆文
- 行动统筹 - 川谷求己
- 音楽 - 戶田信子、陣内一真
- 音楽製作人 - 田井基良、関根陽一
- 音楽制作 - Lantis、圓故製作
- 製作製片人
  - （第一季）- 石塚徹、小野幹雄、千葉晙宇、有澤亮哉、鍋岩晶子
- 制作製片人 - 橋本トミサブロウ、牧野治康
- 制作 - Production I.G 、SOLA DIGITAL ARTS
- 製作 - ULTRAMAN製作委員会（圓谷製作、Fields Corporation、G控股、萬代南夢宮藝術  、電通）

### 主题曲
「Sight Over The Battle」（第一季）
作詞：YORKE，作曲：Ta_2 ，編曲：小山寿，主唱：OLDCODEX
「Core Fade」
無線電視版開場主題歌。
作詞：YORKE，作曲：Ta_2 ，編曲：eba，主唱：OLDCODEX
「my ID」
無線電視版結尾主題歌。
作詞：Konnie Aoki，作曲：高橋諒 ，主唱：Void Chords、土居康宏、Foggy-D
「星の欠片」
佐山玲奈（諸星堇）所演唱的劇中歌。
「3」
第二季主題曲，由NOILION演唱。
「RAYS」
最終季主題曲，由NOILION & MIYAVI演唱。
「AVIATION (feat. Foggy-D & Ryohei)」
最終季結尾主題歌，由Void_Chords演唱。

### 各話列表
| 話數   | 日文標題 | 中文標題               | 劇本             | 分鏡             |
| ------ | -------- | ---------------------- | ---------------- | ---------------- |
| 第1話  |          | 不能存在於地球上的力量 | 檜垣亮           | 荒牧伸志         |
| 第2話  |          | 無法逃離的命運         | 檜垣亮           | 荒牧伸志、佐藤誠 |
| 第3話  |          | 當奥特曼也沒什麼不好   | 檜垣亮           | 佐藤誠           |
| 第4話  |          | 限制解除               | 檜垣亮           | 荒牧伸志         |
| 第5話  |          | 異星人的街道           | 土城溫美         | 岡村天齋         |
| 第6話  |          | 名為奥特曼的詛咒       | 土城溫美         | 椎名政治         |
| 第7話  |          | 隱忍的思念             | 土城溫美、檜垣亮 | 佐藤誠           |
| 第8話  |          | 拉開帷幕的真相         | 土城溫美         | 荒牧伸志         |
| 第9話  |          | 初次見面，哥哥         | 砂山藏澄、檜垣亮 | 堀元宣           |
| 第10話 |          | 星團評議會             | 砂山藏澄         | 佐藤誠           |
| 第11話 |          | 保持原有的你           | 砂山藏澄         | 椎名政治         |
| 第12話 |          | 艾斯殺手               | 砂山藏澄         | 岡村天齋         |
| 第13話 |          | 真正的奥特曼           | 檜垣亮           | 荒牧伸志         |

## 外部連結
- （日語）漫畫《ULTRAMAN-超人再現-》官方網站 （页面存档备份，存于）
- （日語）動畫《ULTRAMAN-超人再現-》官方網站 （页面存档备份，存于）
- ULTRAMAN【公式】的X（前Twitter）
- 「ULTRAMAN:BE ULTRA」 （页面存档备份，存于）
- ULTRAMAN BE ULTRA的X（前Twitter）